# Криштоф Старший из Вартенберка
Криштоф Старший из Вартенберка (чеш. Kryštof starší z Vartenberka; 1508 — 6 мая 1590) — чешский аристократ из дворянского рода панов из Вартенберка, генеральный приор Чешской провинции ордена иоаннитов в 1578—1590 годах, государственный и военный советник королей Чехии Максимилиана и Рудольфа II.

## Происхождение
Криштофа Старший родился в 1508 году и происходил из дечинской или из бржезненской ветви чешского панского рода Вартенберков, хотя однозначные данные о его родителях отсутствуют. По версии чешского историка-кастеллолога Августа Седлачека, его отцом мог быть Йиндржих Бржезненский из Вартенберка, который в 1561—1572 годах владел имением Горни-Краловице, однако, исходя из года рождения Криштофа, это представляется маловероятным. По другой версии, Криштоф мог быть сыном генерального приора Яна Старшего из Вартенберка (1534—1542), также происходившего из бржезненской ветви рода.

## Духовно-рыцарская карьера
Криштоф из Вартенберка вступил в орден иоаннитов в 1538 году, через пять лет, в 1543 году, он был назначен комтуром Житавской коменды ордена, что было подтверждено королём Фердинандом I со ссылкой на заслуги отца Криштофа (возможно, Яна Старшего из Вартенберка). Помимо Житавской коменды под управление Криштофа перешёл орденский дом иоаннитов в Хиршфельде (в 1570 году дом был продан орденом по причине убыточности). С 1565 года Криштоф Старший упоминается в источниках в должности комтура Лёвенбергской (Лемберкской) коменды в Силезии, а в 1572 году он стал первым главой новой коменды с центром в Горни-Краловице.
В 1578 году в возрасте семидесяти лет Криштоф из Вартенберка был награждён Большим Крестом Ордена иоаннитов и с согласия короля Рудольфа II был избран генеральным приором Чешской провинции ордена. Избранию Криштофа предшествовала серьёзная борьбы между многими конкурентами, вызванная тем, что влиятельнейшие вельможи королевства, в частности, высочайший бургграф Вилем из Рожмберка и высочайший канцлер Вратислав II из Пернштейна, заинтересовались солидными активами Чешской провинции иоаннитов. Вступив в должность, Криштоф столкнулся с необходимостью расплачиваться по значительным долгам, накопившимся за время правления его предшественника Вацлава из Газмбурка, и для пополнения казны должен был подтвердить все привилегии городов, местечек и цехов, находившихся в составе Страконицкого панства иоаннитов. Кроме того, грамотой от 22 апреля 1580 года Криштоф с согласия капитула орденской провинции занял для уплаты долгов 6 тысяч талеров под залог имений, отдалённых от Страконицкой коменды, на срок до 1590 года. На съезде 1583 года Криштоф из Вартенберка добился выдачи ему орденских привилегий, хранившихся в специальной капелле королевского замка Карлштейн. В 1588 году по указанию великого магистра ордена была проведена визитация (ревизия) чешских коменд, подчинявшихся генеральному приору Криштофу из Вартенберка. Криштоф Старший пользовался расположением королей Чехии Максимилиана и Рудольфа II, при которых выполнял функции государственного и военного советника.

## Управление Страконицким панством

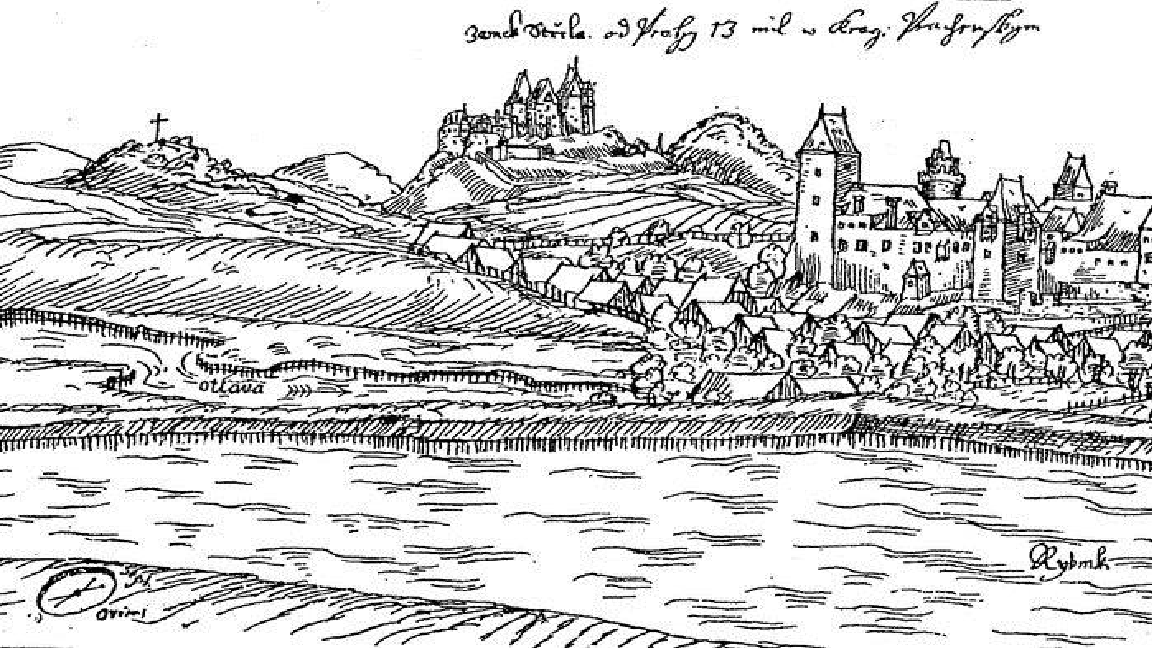
Вид на Страконице времён Криштофа из Вартемберка. Ян Вилленберг. Гравюра, 1610 год

Сохранившиеся документы свидетельствуют о том, что у Криштофа из Вартенберка сохранялись добрые отношения с горожанами Страконице, которые часто бывали и подолгу гостили у него в Страконицком замке. В 1580 году Криштоф двумя грамотами подтвердил привилегии цеха кожевников города Страконице и привилегии цеха портных города Волине. В Страконицком панстве, находившемся в прямом владении генерального приора Чешской провинции ордена иоаннитов, при Криштофе из Вартенберка проводились многочисленные строительные работы, в частности, были реновированы в ренессансном стиле интерьеры Страконицкого замка, а костёл Святого Вацлава в Ломе (ныне городская часть Страконице) был перестроен и расширен, после чего получил право проводить любые похороны и хоронить на своём кладбище. Религиозная терпимость Криштофа из Вартенберка позволила горожанам-подобоям возвести собственный храм при госпитале Святой Маркеты; строительство ренессансного костёла Святой Маркеты было окончено в 1583 году. В период правления Криштофа Страконицкое панство пережило две эпидемии чумы; стремясь спасти от эпидемии, горожане воздвигли на Большой площади Страконице чумной столб, датированный 1586 годом. Криштоф Старший из Вартенберка умер 6 мая 1590 года и был похоронен в костёле Святого Прокопа в замке Страконице.

## Описание герба
В сохранившихся до наших дней источниках, в частности, печатях Криштофа из Вартенберка можно найти три варианта его герба. Первый вариант представляет собой разделённый на четыре поля геральдический щит; в первом и четвёртом червлёных полях изображён серебряный мальтийский крест, второе и третье поля поделены вертикально пополам на золотую и чернёную части — геральдические цвета рода Вартенберков. Над щитом располагается коронованный турнирный шлем с чернёно-золотым намётом, над которым возвышается нашлемник в виде двух распростёртых крыльев — золотого и чернёного. Второй встречающийся вариант герба Криштофа отличается от первого лишь порядком расположения четырёх полей геральдического щита — первое и четвёртое поля поменяны местами со вторым и третьим. Оба варианта герба использовались Криштофом в одно и то же время, о чём свидетельствуют печати на двух грамотах 1580 года, сохранившихся в Страконицком архиве. Одна грамота содержит подтверждение генеральным приором иоаннитов привилегий цеха кожевников города Страконице, другая — привилегий цеха портных города Волине. Первая грамота скреплена печатью диаметром 35 мм с первым вариантом герба, вторая — печатью диаметром 24 мм со вторым вариантом. Третий вариант герба является упрощённым подобием первого и представляет собой разделённый на четыре поля геральдический щит с тем же самым содержанием (за исключением того, что вместо мальтийского изображён обычный геральдический крест), но без коронованного шлема, намёта и нашлемника.